# 海斯普林斯 (內布拉斯加州)
海斯普林斯（英語：Hay Springs）是位於美國內布拉斯加州謝里敦縣的村。

## 人口
根據2020年美國人口普查的數據，海斯普林斯的面積為0.97平方千米，皆為陸地。當地共有人口599人，而人口密度為每平方千米618人。